# Saint-Vitte-sur-Briance
Saint-Vitte-sur-Briance (Sent Vit en occitan) est une commune française située dans le département de la Haute-Vienne, en région Nouvelle-Aquitaine.

## Géographie

### Localisation

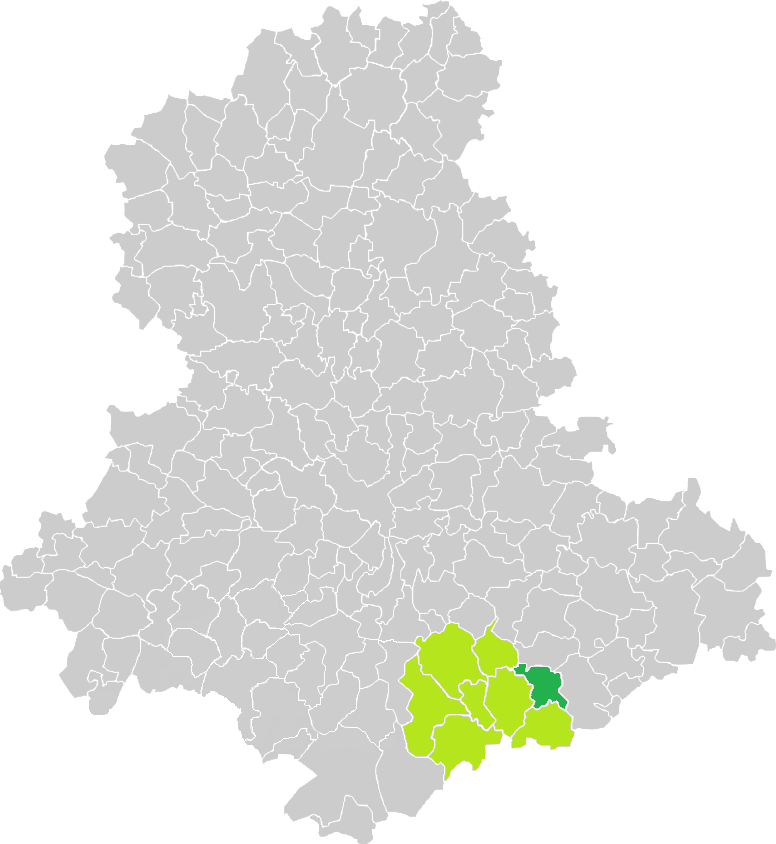
Situation de la commune de Saint-Vitte-sur-Briance en Haute-Vienne.

Cette commune rurale de 21 kilomètres carrés est située sur la rive droite de la Briance.

### Communes limitrophes
| Glanges                  | Saint-Méard             |                          |
| Saint-Germain-les-Belles | Saint-Vitte-sur-Briance | La Croisille-sur-Briance |
|                          | La Porcherie            |                          |

### Climat
Pour des articles plus généraux, voir Climat de la Nouvelle-Aquitaine et Climat de la Haute-Vienne.
Historiquement, la commune est exposée à un climat océanique limousin.  
En 2020, Météo-France publie une typologie des climats de la France métropolitaine dans laquelle la commune est dans une zone de transition entre le climat océanique altéré et le climat de montagne et est dans la région climatique  Ouest et nord-ouest du Massif Central, caractérisée par une pluviométrie annuelle de 900 à 1 500 mm, maximale en automne et en hiver.
Pour la période 1971-2000, la température annuelle moyenne est de 10,9 °C, avec une amplitude thermique annuelle de 14,9 °C. Le cumul annuel moyen de précipitations est de 1 195 mm, avec 13,3 jours de précipitations en janvier et 8,1 jours en juillet. Pour la période 1991-2020, la température moyenne annuelle observée sur la station météorologique la plus proche, située sur la commune de Saint-Germain-les-Belles à 4,17 km à vol d'oiseau, est de 11,2 °C et le cumul annuel moyen de précipitations est de 1 129,2 mm,. Pour l'avenir, les paramètres climatiques de la commune estimés pour 2050 selon différents scénarios d’émission de gaz à effet de serre sont consultables sur un site dédié publié par Météo-France en novembre 2022.

## Urbanisme

### Typologie
Au 1er janvier 2024, Saint-Vitte-sur-Briance est catégorisée commune rurale à habitat très dispersé, selon la nouvelle grille communale de densité à sept niveaux définie par l'Insee en 2022.
Elle est située hors unité urbaine. Par ailleurs la commune fait partie de l'aire d'attraction de Limoges, dont elle est une commune de la couronne,. Cette aire, qui regroupe 127 communes, est catégorisée dans les aires de 200 000 à moins de 700 000 habitants,.

### Occupation des sols
L'occupation des sols de la commune, telle qu'elle ressort de la base de données européenne d’occupation biophysique des sols Corine Land Cover (CLC), est marquée par l'importance des territoires agricoles (84 % en 2018), une proportion sensiblement équivalente à celle de 1990 (83,3 %). La répartition détaillée en 2018 est la suivante : 
prairies (70,8 %), forêts (16 %), zones agricoles hétérogènes (13,2 %). L'évolution de l’occupation des sols de la commune et de ses infrastructures peut être observée sur les différentes représentations cartographiques du territoire : la carte de Cassini (XVIIIe siècle), la carte d'état-major (1820-1866) et les cartes ou photos aériennes de l'IGN pour la période actuelle (1950 à aujourd'hui).

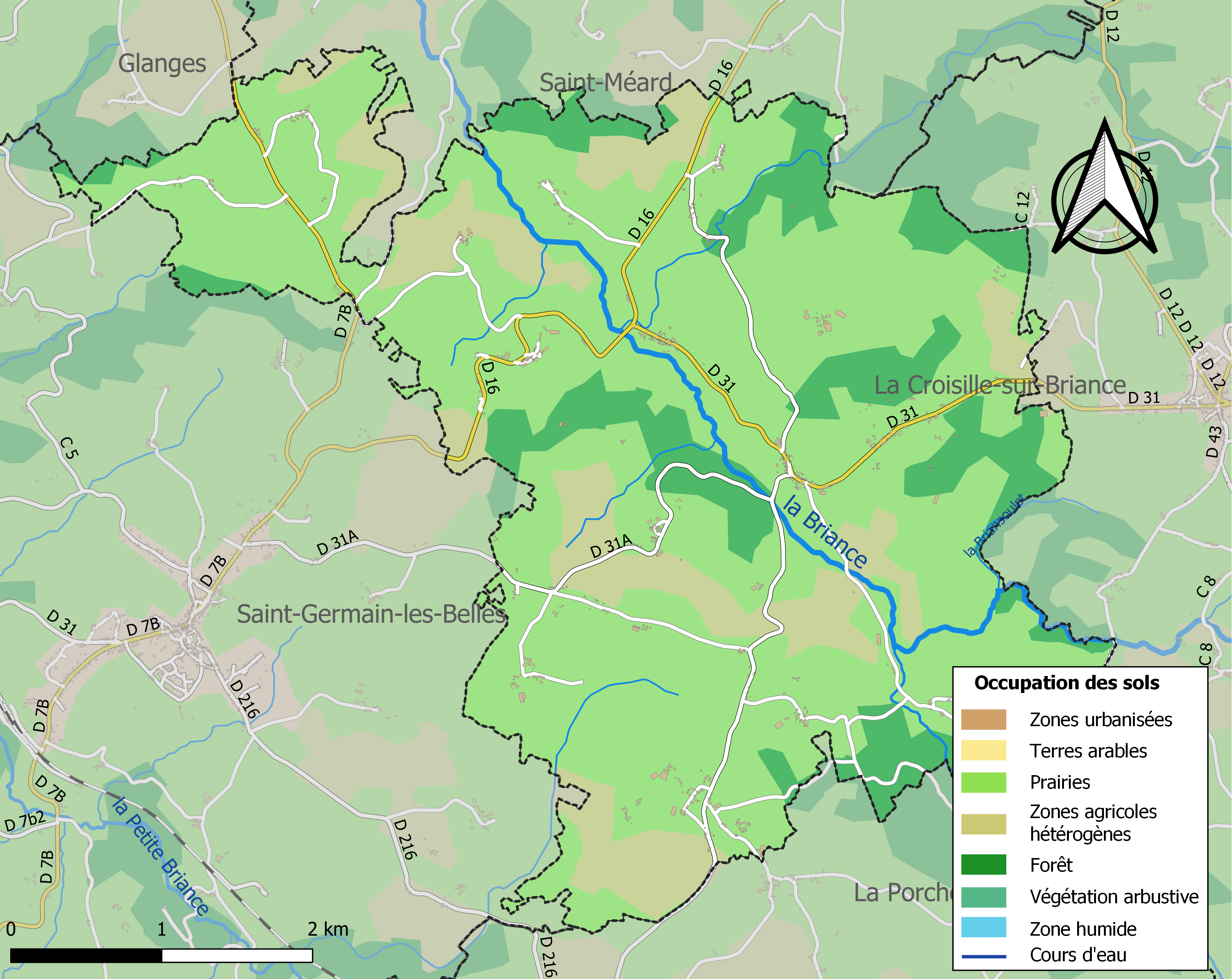
Carte des infrastructures et de l'occupation des sols de la commune en 2018 (CLC).

### Risques majeurs
Le territoire de la commune de Saint-Vitte-sur-Briance est vulnérable à différents aléas naturels : météorologiques (tempête, orage, neige, grand froid, canicule ou sécheresse) et séisme (sismicité très faible). Il est également exposé à un risque particulier : le risque de radon. Un site publié par le BRGM permet d'évaluer simplement et rapidement les risques d'un bien localisé soit par son adresse soit par le numéro de sa parcelle.

#### Risques naturels

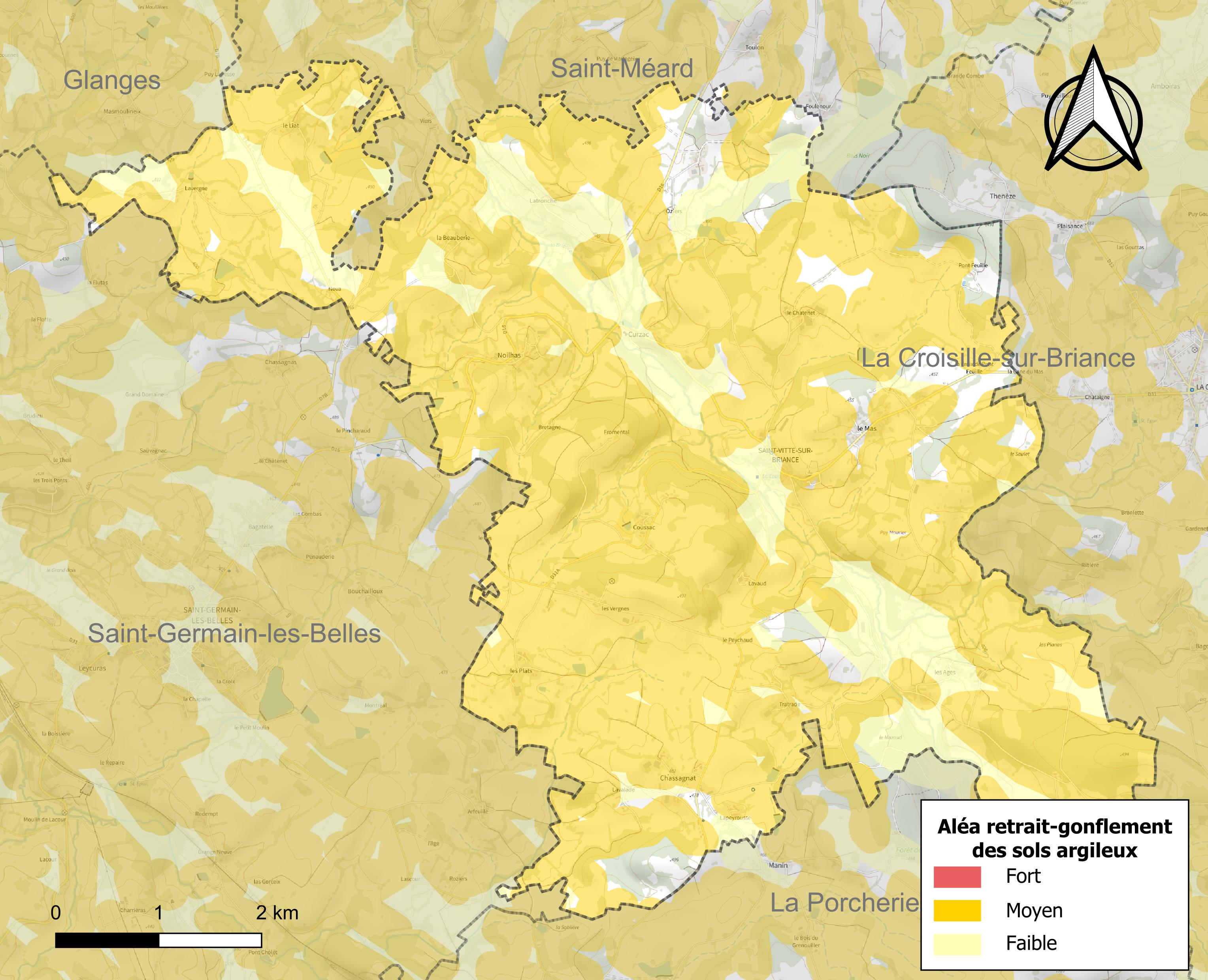
Carte des zones d'aléa retrait-gonflement des sols argileux de Saint-Vitte-sur-Briance.

Le retrait-gonflement des sols argileux est susceptible d'engendrer des dommages importants aux bâtiments en cas d’alternance de périodes de sécheresse et de pluie. 78,4 % de la superficie communale est en aléa moyen ou fort (27 % au niveau départemental et 48,5 % au niveau national métropolitain). Depuis le 1er octobre 2020, en application de la loi ÉLAN, différentes contraintes s'imposent aux vendeurs, maîtres d'ouvrages ou constructeurs de biens situés dans une zone classée en aléa moyen ou fort,.
La commune a été reconnue en état de catastrophe naturelle au titre des dommages causés par les inondations et coulées de boue survenues en 1982 et 1999 et par des mouvements de terrain en 1999.

#### Risque particulier
Dans plusieurs parties du territoire national, le radon, accumulé dans certains logements ou autres locaux, peut constituer une source significative d’exposition de la population aux rayonnements ionisants. Selon la classification de 2018, la commune de Saint-Vitte-sur-Briance est classée en zone 3, à savoir zone à potentiel radon significatif.

## Histoire
À partir du Ve siècle av. J.-C., les Gaulois Lémovices exploitèrent une mine d'or dans le sud de la commune actuelle. Deux nécropoles du Premier Âge du Fer et un village peuplé de mineurs ont aussi été retrouvés dans la commune. L’ensemble se situe au sein du district minier de Saint-Yrieix-la-Perche. L’exploitation de ces mines a été arrêtée après la conquête romaine.
Le bourg est attesté dès le Xe siècle sous les vocables de Saint-Vic, Saint-Vit, Saint-Viz puis Saint-Vitte. Il s'agit sans doute de l'amalgame toponymique entre le VIC (de vicus, plus petite unité administrative romaine) et de Vitus (nom latin de saint Guy, dédicataire de l'église paroissiale) (le juron par saint Vit était très utilisé aux XIVe et XVe siècles en relation avec un des vocables désignant le sexe masculin).
L'église actuelle a été construite sur l'emplacement d'une église du XIIe siècle détruite pour cause de vétusté, à la fin du XIXe siècle. La construction de la nouvelle église s'est faite en 1898, après remblaiement de l'ancien cimetière.
On peut remarquer une motte féodale sur laquelle est construite une maison de maître qui a remplacé le château des seigneurs de Maulmont Saint Vitte, détruit en 1581.
Le site du château de Curzac est classé, mais pas le château lui-même, car il est le fruit d'une reconstruction relativement récente d'un manoir du XVe siècle.

## Politique et administration
| Période                                  | Période  | Identité          | Étiquette | Qualité |
| ---------------------------------------- | -------- | ----------------- | --------- | ------- |
| Les données manquantes sont à compléter. |          |                   |           |         |
| 1954                                     | 1983     | Henri Briansoulet | PS        |         |
| 1983                                     | 1989     | Jean Pichaud      | PS        |         |
| 1989                                     | 2020     | Maxime Dalbrut    | DVG       |         |
| 2020                                     | En cours | Stéphane Prévost  |           |         |

## Démographie
L'évolution du nombre d'habitants est connue à travers les recensements de la population effectués dans la commune depuis 1793. Pour les communes de moins de 10 000 habitants, une enquête de recensement portant sur toute la population est réalisée tous les cinq ans, les populations de référence des années intermédiaires étant quant à elles estimées par interpolation ou extrapolation. Pour la commune, le premier recensement exhaustif entrant dans le cadre du nouveau dispositif a été réalisé en 2004.

En 2022, la commune comptait 323 habitants, en évolution de −2,71 % par rapport à 2016 (Haute-Vienne : −0,68 %, France hors Mayotte : +2,11 %).
| 1793  | 1800  | 1806  | 1821  | 1831  | 1836  | 1841  | 1846  | 1851  |
| ----- | ----- | ----- | ----- | ----- | ----- | ----- | ----- | ----- |
| 1 113 | 1 080 | 1 078 | 1 136 | 1 140 | 1 171 | 1 120 | 1 190 | 1 201 |

| 1856  | 1861  | 1866  | 1872  | 1876  | 1881  | 1886  | 1891  | 1896  |
| ----- | ----- | ----- | ----- | ----- | ----- | ----- | ----- | ----- |
| 1 131 | 1 089 | 1 119 | 1 033 | 1 057 | 1 070 | 1 057 | 1 106 | 1 037 |

| 1901  | 1906  | 1911 | 1921 | 1926 | 1931 | 1936 | 1946 | 1954 |
| ----- | ----- | ---- | ---- | ---- | ---- | ---- | ---- | ---- |
| 1 046 | 1 014 | 918  | 819  | 827  | 768  | 729  | 693  | 642  |

| 1962 | 1968 | 1975 | 1982 | 1990 | 1999 | 2004 | 2006 | 2009 |
| ---- | ---- | ---- | ---- | ---- | ---- | ---- | ---- | ---- |
| 573  | 516  | 440  | 353  | 321  | 295  | 330  | 336  | 343  |

| 2014 | 2019 | 2022 | - | - | - | - | - | - |
| ---- | ---- | ---- | - | - | - | - | - | - |
| 337  | 320  | 323  | - | - | - | - | - | - |

## Culture et patrimoine

### Culture
Le four à pain, restauré par la municipalité et qui est chauffé tous les ans à l'occasion de la course à pied des deux heures de Saint-Vitte-sur-Briance. Il est placé à quelques pas de la mairie, au centre de la commune.

### Patrimoine religieux
- Église Saint-Vitte de Saint-Vitte-sur-Briance
- Chapelle de Pont-Feuille

### Patrimoine environnemental
- Le château de Curzac à Saint-Vitte-sur-Briance 87380.

## Personnalités liées à la commune
- Louis-Joseph de Joussineau (1720-1787), marquis de Tourdonnet, créateur du haras de Pompadour.
- La famille de Maulmont, seigneurs de Saint-Vitte.

### Héraldique
| Blason de Saint-Vitte-sur-Briance | Blason  | D'azur au sautoir d'or cantonné de quatre tours d'argent. |
| Blason de Saint-Vitte-sur-Briance | Détails | Le statut officiel du blason reste à déterminer.          |

## Pour approfondir